# Kanton Le Pontet
 Le Pontet is een kanton van het Franse departement Vaucluse. Het kanton maakt deel uit van de arrondissementen Avignon (4 gemeenten) en Carpentras (1 gemeente). In 2018 telde het 37.756 inwoners.
Het kanton werd gevormd ingevolge het decreet van 25 februari 2014 met uitwerking op 22 maart 2015, met Le Pontet als hoofdplaats.

## Gemeenten
Het kanton omvat de volgende gemeenten:
- Jonquerettes
- Le Pontet
- Saint-Saturnin-lès-Avignon
- Vedène
- Velleron